# 宜昌市妇幼保健院
宜昌市妇幼保健院挂牌宜昌市儿童医院、宜昌市妇幼保健和计划生育服务中心、三峡大学妇女儿童临床医学院。妇幼保健院本部位于湖北省宜昌市夷陵大道，在建的宜昌市儿童医院位于城东大道。创建于1953年，拥有开放病床120张，职工380人。宜昌市妇幼保健院是一家三级妇幼保健院，是湖北省卫生计生委确定的省级产前诊断技术中心和新生儿疾病筛查中心。
在建的宜昌市儿童医院为全国第二批政府和社会资本合作示范项目，人福医药公司与宜昌市卫计委签署合作协议，共同组建成立“医院管理公司”，宜昌市卫计委以现有全部国有资产经评估后的评估价值作价出资，人福医药以现金出资5亿元人民币，人福医药持股66%，宜昌卫计委持股34%。